# Salzbrink
Koordinaten: 51° 34′ 11″ N, 8° 2′ 28″ O
Das Naturschutzgebiet Salzbrink liegt auf dem Gebiet der Stadt Soest und der Gemeinde Welver im Kreis Soest in Nordrhein-Westfalen. Das Gebiet erstreckt sich westlich der Kernstadt Soest und südöstlich des Kernortes Welver. Am nordöstlichen Rand des Gebietes fließt der Amper Bach.

## Bedeutung
Für Soest und für Welver ist seit 2002 ein 12,47 ha großes Gebiet unter der Schlüsselnummer SO-079 als Naturschutzgebiet ausgewiesen.